# Lithophane ancilla
Lithophane ancilla är en fjärilsart som beskrevs av Smith 1904. Lithophane ancilla ingår i släktet Lithophane och familjen nattflyn. Inga underarter finns listade i Catalogue of Life.